# Pineta pedemontana di Appiano Gentile
Pineta pedemontana di Appiano Gentile este o arie protejată (arie specială de conservare — SAC, sit de importanță comunitară — SCI) din Italia întinsă pe o suprafață de 220 ha, integral pe uscat.

## Localizare
Centrul sitului Pineta pedemontana di Appiano Gentile este situat la coordonatele 45°44′39″N 8°56′12″E / 45.744167°N 8.936667°E.

## Înființare
Situl Pineta pedemontana di Appiano Gentile a fost declarat sit de importanță comunitară în iunie 1995 pentru a proteja 1 specie de plante și 35 de specii de animale. Situl a fost protejat și ca arie specială de conservare în aprilie 2014.

## Biodiversitate
Situată în ecoregiunea continentală, aria protejată conține 4 habitate naturale: Fânețe de joasă altitudine (Alopecurus pratensis, Sanguisorba officinalis), Păduri de stejar sau de stejar și carpen sub-atlantice și medio-europene de Carpinion betuli, Pajiști uscate europene, Păduri de Castanea sativa.
La baza desemnării sitului se află mai multe specii protejate:
- plante (1): Marsilea quadrifolia
- păsări (31): uliu porumbar (Accipiter gentilis), uliu păsărar (Accipiter nisus), fâsă de pădure (Anthus trivialis), ciuf-de-pădure (Asio otus), șorecarul comun (Buteo buteo), caprimulg (Caprimulgus europaeus), Certhia brachydactyla, botgros (Coccothraustes coccothraustes), cuc (Cuculus canorus), Dryobates minor, ciocănitoare neagră (Dryocopus martius), șoim călător (Falco peregrinus), vânturel de seară (Falco vespertinus), Fringilla montifringilla, sfrâncioc roșiatic (Lanius collurio), pițigoi moțat (Lophophanes cristatus), prigoare (Merops apiaster), gaia neagră (Milvus migrans), grangur (Oriolus oriolus), pițigoi de brădet (Periparus ater), viespar (Pernis apivorus), codroșul de pădure (Phoenicurus phoenicurus), pitulice sfârâitoare (Phylloscopus sibilatrix), ciocănitoarea verde (Picus viridis), pițigoi sur (Poecile palustris), aușel sprâncenat (Regulus ignicapilla), mărăcinar (Saxicola rubetra), țiclete (Sitta europaea), turturică (Streptopelia turtur), huhurez mic (Strix aluco), sturz-cântător (Turdus philomelos)
- amfibieni (2): Rana latastei, Triturus carnifex
- nevertebrate (2): croitorul mare al stejarului (Cerambyx cerdo), rădașcă (Lucanus cervus)

Pe lângă speciile protejate, pe teritoriul sitului au mai fost identificate 6 specii de plante, 4 specii de amfibieni, 12 specii de mamifere, 17 specii de nevertebrate, 3 specii de reptile.